# Mitsui
Grupa Mitsui (jap. 三井グループ Mitsui Gurūpu) – japońska grupa przedsiębiorstw (keiretsu). W skład grupy wchodzą przedsiębiorstwa stoczniowe, które dynamicznie rozwijały się od 1917. Współfinansowała zbrojenia cesarskiej Japonii, przed i po wybuchu II wojny światowej - m.in. budowę lotniskowca „Hōshō”. Jednymi z głównych konstruktorów tej kompanii byli: Okabe Umezu, Ishimo Oyaza, Noriaki Hashi.